# Liste der Monuments historiques in Corcelles-Ferrières
Die Liste der Monuments historiques in Corcelles-Ferrières führt die Monuments historiques in der französischen Gemeinde Corcelles-Ferrières auf.

## Liste der Immobilien
| Bezeichnung     | Beschreibung | Standort          | Kennzeichnung | Schutzstatus | Datum | Bild           |
| --------------- | --- | ----------------- | ------------- | ------------ | ----- | -------------- |
| Abtei Corcelles | Zisterzienserinnenkloster, um 1150 gegründet, nach der Französischen Revolution aufgelöst und als Nationalgut verkauft; Klosterkirche und wenige Gebäude erhalten | Grande Rue (Lage) | PA25000007    | Inscrit      | 1997  | weitere Bilder |

## Liste der Objekte
| Bezeichnung                        | Beschreibung                                | Standort                       | Kennzeichnung | Schutzstatus | Datum | Bild |
| ---------------------------------- | ------------------------------------------- | ------------------------------ | ------------- | ------------ | ----- | ---- |
| Reliquienbüste der heiligen Ursula | Lindenholz, farbig gefasst, 18. Jahrhundert | in der ehemaligen Abtei (Lage) | PM25000583    | Classé       | 1952  |      |
| Pietà                              | Holz, 16. Jahrhundert                       | in der ehemaligen Abtei (Lage) | PM25000584    | Classé       | 1952  |      |